# Richard Thurnwald
Richard Thurnwald (* 18. September 1869 in Wien; † 19. Januar 1954 in Berlin) war ein deutscher Ethnologe österreichischer Herkunft.

## Leben
Richard Thurnwald studierte Jura und spezialisierte sich auf Staatsrecht.
1896 trat er in den Staatsdienst ein und wurde in die Landesregierung Bosniens versetzt, das seit 1878 nach dem Okkupationsfeldzug in Bosnien unter österreichisch-ungarischer Verwaltung stand. Von seiner nächsten Stelle in der Handelskammer von Graz, der Hauptstadt des österreichischen Bundeslandes Steiermark, unternahm er Reisen nach Italien und Ägypten. 1901 zog Thurnwald nach Berlin und war dort bis 1906 als wissenschaftliche Hilfskraft am Museum für Völkerkunde tätig. 1905 waren er und Alfred Ploetz Gründer der deutschen Gesellschaft für Rassenhygiene (weltweit die erste ihrer Art). Im Auftrag des Museums unternahm er von 1906 bis 1909 eine Forschungsreise, eine ethnologische Feldforschungsarbeit auf Melanesien, Palau, Yap, Ponape, dem Bismarck-Archipel, auf den Salomonen und in Süd-Bougainville. Die Inseln waren allesamt von 1885 bis 1918 deutsche Kolonien im Pazifischen Ozean. 1912 bekam Thurnwald vom Reichskolonialamt den Auftrag, das Sepikgebiet zu erforschen. Mit Unterstützung von Carl Stumpf, William Stern und Otto Lipmann entwickelte er ein diagnostisches Manual für Forschungsreisende und Vertreter kolonialer Berufe zur Kategorisierung und Erforschung fremder Kulturen. Sein Leitfaden erschien 1912 unter dem Titel Vorschlag zur psychologischen Untersuchung primitiver Menschen. Ziel war es auch, mittels psychologischer Tests die Eignung der indigenen Völker für die koloniale Plantagenwirtschaft zu untersuchen.
Als er auf dieser Forschungsreise 1914 vom Beginn des Ersten Weltkrieges überrascht wurde, erlaubten ihm die australischen Truppen, die die Kolonie Deutsch-Neuguinea übernahmen, in die USA auszureisen.
Von 1915 bis 1917 arbeitete Thurnwald in Berkeley. Beim Eintritt der Vereinigten Staaten in den Ersten Weltkrieg musste er 1917 nach Deutschland zurückkehren. Er habilitierte sich in Halle und nahm 1924 eine Lehrtätigkeit in Berlin an. 1925 gründete er die „Zeitschrift für Völkerpsychologie und Soziologie“ (heute: „Sociologus“). 1930 unterbrach er seine Lehrtätigkeit für eine Forschungsreise seiner Frau, Hilde Thurnwald, die den Auftrag vom International Institute of African Languages and Cultures bekam, den Kulturwandel in den ehemals deutschen Kolonialgebieten, im Tanganjikagebiet zu erforschen. Das International African Institute wurde 1926 in London gegründet und sah u. a. seine Aufgabe in der Missionsarbeit. Von dort aus lud ihn die Yale-Universität zu einer Gastvorlesung ein und infolgedessen erhielt Thurnwald eine Gastprofessur in Harvard. 1932 bekam er vom Australian National Research Council den Auftrag, den Kulturwandel in Bougainville aufzuzeichnen.
Spätestens 1937 war er nach Deutschland zurückgekehrt, wo er eine außerordentliche Professur für Ethnologie, Völkerpsychologie und Soziologie an der Universität Berlin erhielt. Er war 1943 Gutachter bei Eva Justins Dissertation Lebensschicksale artfremd erzogener Zigeunerkinder und ihrer Nachkommen, einem Beitrag zur nationalsozialistischen „Zigeunerforschung“.
Nach dem Zweiten Weltkrieg führte er von 1945 bis 1948 im Auftrag der amerikanischen Militärregierung das „Institut für Soziologie und Völkerpsychologie“ in Berlin. Das Institut wurde zwar von den Amerikanern finanziert, verfügte aber über keine eigenen Institutsräume, weshalb Thurnwald das Institut in seiner Privatwohnung betrieb. Dessen Hauptprojekte waren „zum einen die demographische Aufnahme großstädtischer Familien unter besonderer Berücksichtigung ihrer Lebensverhältnisse und zum anderen die Unterstützung der Probleme heranwachsender Jugendlicher infolge neuer Daseinsbedingungen“.
Die Unterstützung des Instituts durch die Amerikaner endete 1948. Es wurde danach als einziges Institut, das vorher nicht zur Kaiser-Wilhelm-Gesellschaft gehört hatte, in die Deutsche Forschungshochschule aufgenommen und in diesem Rahmen weiterfinanziert. Bereits mit dem Haushaltsjahr 1950/51 schied das Institut aber wieder aus „der Forschungshochschule aus und wurde der Freien Universität angeschlossen. Dies sei, so der Stiftungsrat, zweckmäßiger, da Thurnwald sein Gehalt von dort bezog und auch die von ihm behandelten Forschungsthemen eher in den Aufgabenbereich der Universität fielen“.
Richard Thurnwald starb am 19. Januar 1954 im Alter von 84 Jahren in Berlin. Die Beisetzung erfolgte am 3. Februar 1954 auf dem Evangelischen Kirchhof Nikolassee. Das Grab ist nicht erhalten.
Thurnwalds Nachlass befindet sich heute in der Universitätsbibliothek der Yale University. Seine Privatbibliothek bildet den Grundstock des ethnologischen Bestandes der Bibliothek für Sozialwissenschaften und Osteuropastudien an der Freien Universität Berlin.

## Forschungsansatz und Resultate
Grundsätzlich ist der Forschungsansatz von Richard Thurnwald sozialdarwinistisch orientiert, mit einem Fokus auf vermeintliche rassenbiologische Unterschiede, besonders bei seinen Darstellungen der sozialen Beziehungen in „primitiven“ Gesellschaften. Diese Prädisposition erleichterte es ihm, die Nationalsozialisten bei der Säuberung der ethnologischen Lehrstühle von „nichtarischen Elementen“ zu unterstützen und seine Analysen in den Dienst kolonialer Bestrebungen zu stellen.
Ein klassischer Befund von Richard Thurnwald war die Beobachtung, dass ständig Mangel leidende Bevölkerungsgruppen wohl sparen – allerdings nicht, um das Ersparte später zu einer systematischen Verbesserung ihrer Lage zu benutzen (zu investieren), sondern um es für ausgiebige Feste auszugeben (zu konsumieren). Dieses Verhalten bezeichnete Thurnwald als „Ventilsitte“, einen Begriff, der auf den deutschen Soziologen Alfred Vierkandt (1867–1953) zurückgeht und sich allgemein auf Feste bezieht, die offiziell zugelassen oder organisiert werden, um angestaute soziale Spannungen zu lösen.

## Ehrungen
- 1932 wurde er Mitglied der Deutschen Akademie der Naturforscher Leopoldina.[11]
- Seit 1951 war er korrespondierendes Mitglied der Heidelberger Akademie der Wissenschaften.[12]
- Am Oberlauf des Sepik-Flusses in Papua-Neuguinea erinnert eine Gebirgskette, das Thurnwald-Gebirge, an den Forschungsreisenden Richard Thurnwald.

## Veröffentlichungen (Auswahl)
- Beitrag in Alfred Ploetz u. a. (Hrsg.): Archiv für Rassen- und Gesellschafts-Biologie einschließlich Rassen- und Gesellschafts-Hygiene. Zeitschrift für die Erforschung des Wesens von Rasse und Gesellschaft und ihres gegenseitigen Verhältnisses, für die biologischen Bedingungen ihrer Erhaltung und Entwicklung sowie für die grundlegenden Probleme der Entwicklungslehre. Band 1, 1904.
- Ethnographische Fragesammlung zur Erforschung des sozialen Lebens der Völker ausserhalb des modernen europäisch-amerikanischen Kulturkreises. Herausgegeben von der Internationalen Vereinigung für vergleichende Rechtswissenschaft und Volkswirtschaftslehre in Berlin und in deren Auftrage entworfen von Dr. S. R. Steinmetz. Bearbeitet und erweitert von R. Thurnwald. Berlin: R. v. Decker 1906.
- Vorschlag zur psychologischen Untersuchung primitiver Menschen. Johann Ambrosius Barth Verlag, Leipzig 1912.
- Die menschliche Gesellschaft in ihren ethno-soziologischen Grundlagen. 5 Bände. De Gruyter, Berlin/Leipzig 1931–1934:
  - Band 1: Repräsentative Lebensbilder von Naturvölkern. 1931;
  - Band 2: Werden, Wandel und Gestaltung von Familie, Verwandtschaft und Bünden im Lichte der Völkerforschung. 1932;
  - Band 3: Werden, Wandel und Gestaltung der Wirtschaft im Lichte der Völkerforschung. 1932;
  - Band 4: Werden, Wandel und Gestaltung von Staat und Kultur im Lichte der Völkerforschung. 1935;
  - Band 5: Werden, Wandel und Gestaltung des Rechtes im Lichte der Völkerforschung. 1934.
- Economics in Primitive Communities. International Institute of African Languaes and Cultures. Oxford University Press 1932 Digitalisat
- Koloniale Gestaltung. Methoden und Probleme überseeischer Ausdehnung. Hoffmann & Campe, Hamburg 1939 (Europa-Bibliothek)
- als Herausgeber: Lehrbuch der Völkerkunde. 2., teilweise veränderte Auflage. Enke, Stuttgart 1939 (Erstauflage herausgegeben von Konrad Theodor Preuss; unter Mitwirkung von Fachgenossen).
- mit Hermann Baumann und Diedrich Westermann: Völkerkunde von Afrika. Mit besonderer Berücksichtigung der kolonialen Aufgabe. Essener Verlagsanstalt, Essen 1940.
- Aufbau und Sinn der Völkerwissenschaft. Abhandlungen der Deutschen Akademie der Wissenschaften zu Berlin. Philosophisch-Historische Klasse. Jahrgang 1947 Nr. 3. Akademie-Verlag Berlin 1948.